# جوديث س. راسيل
جوديث س. راسيل (بالإنجليزية: Judith C. Russell)‏ هي أمينة مكتبة أمريكية، ولدت في 31 ديسمبر 1944.